# 다메다 히로타카
다메다 히로타카(일본어: 為田 大貴, 1993년 8월 24일 ~ )는 일본의 축구 선수이다. 현재 J1리그의 세레소 오사카에서 뛰고 있다.

## 구단 경력
그는 2010년부터 J리그의 오이타 트리니타, 아비스파 후쿠오카, 제프 유나이티드 지바, 세레소 오사카에서 뛰었다.

## 국가대표팀 경력
그는 2013년 AFC U-22 축구 선수권 대회에 참가할 일본 국가대표팀에 발탁되었다.